# Juschnoje (Kaliningrad)
Juschnoje (russisch Юушное, deutsch Radszen (Ksp Kussen), 1935 bis 1945: Radenau, litauisch Račiai) ist ein verlassener Ort im Rajon Krasnosnamensk der russischen Oblast Kaliningrad.
Die Ortsstelle befindet sich an der Regionalstraße 27A-025 (ex R508) drei Kilometer südlich von Wesnowo (Kussen) nach Kubanowka (Brakupönen/Rosslinde), das fünf Kilometer weiter südlich liegt. Der südliche, weitgehend unbewohnt gewesene Teil der ehemaligen Gemeinde Radszen/Radenau gehört zum Rajon Gussew.

## Geschichte

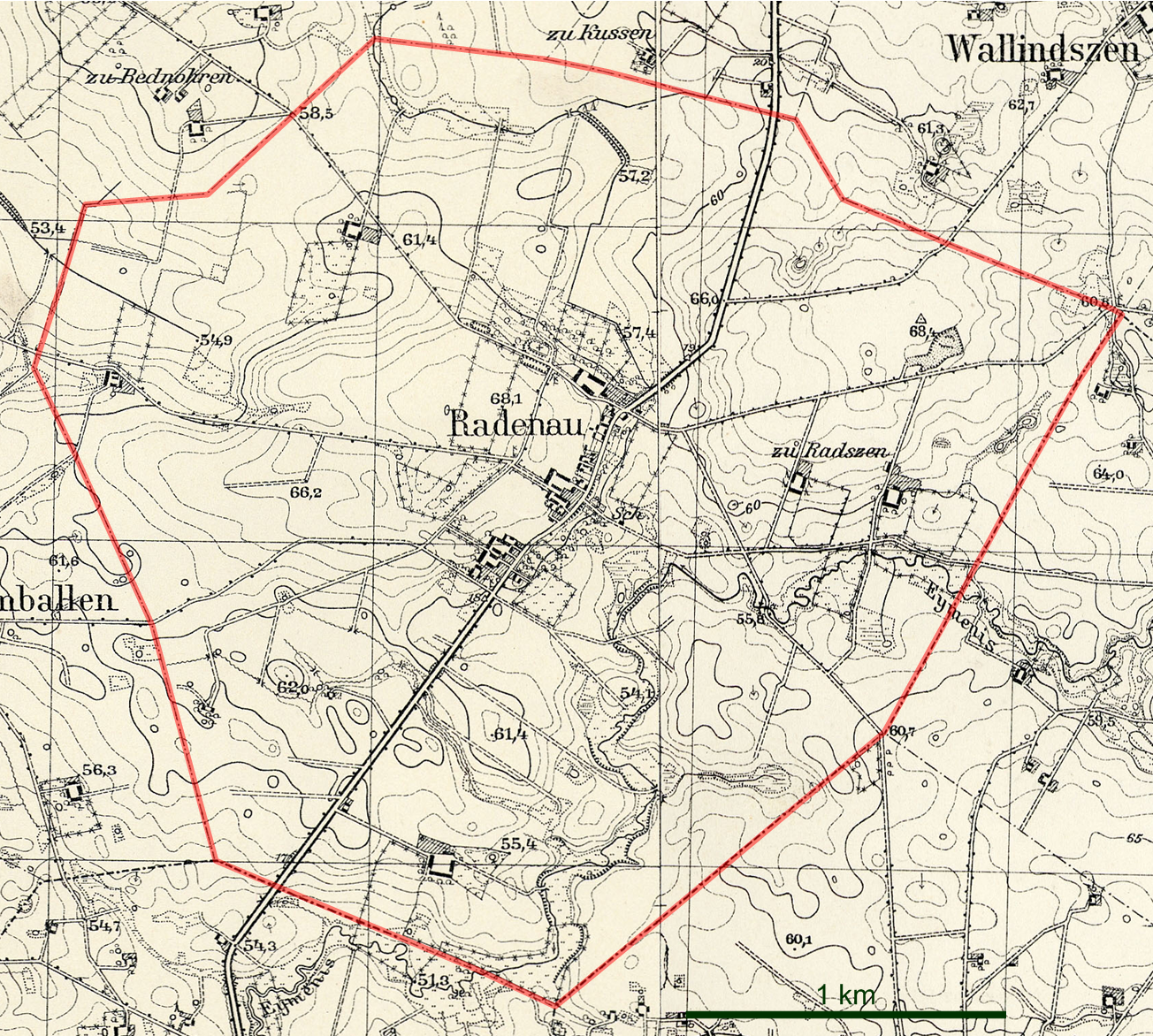
Die Gemeinde Radenau (Radszen) auf zwei Messtischblättern von 1933 und 1936

Der Ort wurde 1534 als Rattadeilej erstmals erwähnt und in der Folge mit Rathatheilenn, Radadeil, Radtschen, Radczen bezeichnet. Ein weiterer Name war Raldakehnen. Um 1780 war Radszen ein meliertes Dorf. 1874 wurde die Landgemeinde Radszen in den neu gebildeten Amtsbezirk Kussen im Kreis Pillkallen eingegliedert. Zur Unterscheidung von der ebenfalls im Kreis Pillkallen im Kirchspiel Willuhnen liegenden Landgemeinde Radszen (ab 1938 Grabenbrück) erhielt der Ort den Namenszusatz Kirchspiel Kussen. Daneben gab es auch im Kreis Stallupönen eine Landgemeinde Radszen (ab 1938 Raschen). 1935 wurde Radszen in den unverwechselbaren Namen Radenau umbenannt. 
1945 kam der Ort in Folge des Zweiten Weltkrieges mit dem nördlichen Ostpreußen zur Sowjetunion. 1950 erhielt er den russischen Namen Juschnoje und wurde dem Dorfsowjet Wesnowski selski Sowet im Rajon Krasnosnamensk zugeordnet. Dieser von juschny = südlich abgeleitete Name bezog sich wohl auf die Ortslage in Bezug auf Wesnowo (Kussen). Juschnoje wurde vor 1975 aus dem Ortsregister gestrichen.

### Einwohnerentwicklung
| Jahr | Einwohner |
| ---- | --------- |
| 1867 | 246       |
| 1871 | 286       |
| 1885 | 277       |
| 1905 | 275       |
| 1910 | 291       |
| 1933 | 237       |
| 1939 | 236       |

## Kirche
Radszen/Radenau gehörte zum evangelischen Kirchspiel Kussen.